# Newry, Pennsylvania
Newry là một thị trấn thuộc quận Blair, tiểu bang Pennsylvania, Hoa Kỳ. Năm 2010, dân số của thị trấn này là 270 người.